# Acraea telloides
Acraea telloides är en fjärilsart som beskrevs av Eltringham 1910. Acraea telloides ingår i släktet Acraea och familjen praktfjärilar. Inga underarter finns listade i Catalogue of Life.